# Thomas Fogh
Thomas Fogh es un deportista canadiense que compitió en vela en la clase Soling. Ganó una  medalla de bronce en el Campeonato Mundial de Soling de 2016.

## Palmarés internacional
| Campeonato Mundial | Campeonato Mundial | Campeonato Mundial | Campeonato Mundial |
| Año                | Lugar              | Medalla            | Clase              |
| ------------------ | ------------------ | ------------------ | ------------------ |
| 2016               | Kingston (Canadá)  | Medalla de bronce  | Soling             |